# Ilide Carmignani
Ilide Carmignani (Lucca, 9 novembre 1960) è una traduttrice italiana.
È conosciuta soprattutto per le sue traduzioni di Roberto Bolaño e Luis Sepúlveda.

## Biografia
Si è laureata in Lettere all’Università di Pisa e specializzata in Letteratura spagnola e ispanoamericana e in Traduzione letteraria alla Brown University (USA) e all'Università di Siena. Si avvicinò alla traduzione nel 1984 su proposta di un professore che le affidò un lavoro su Ocnos di Luis Cernuda per un volumetto da pubblicare per un concorso universitario. La sua prima traduzione pubblicata fu della scrittrice canadese Margaret Laurence sulla rivista Linea d'ombra.
Ha collaborato con “Il Manifesto” e "Tuttolibri - La Stampa" e le riviste “Linea d’Ombra”, “Nazione Indiana”, “Lo Straniero” e "Gli asini".
È stata definita dal collega Daniele Petruccioli come una fra i traduttori più attivi nel far conoscere al pubblico il lavoro dei traduttori, e grazie ai quali la loro visibilità stava aumentando. Dal 2000 cura gli eventi professionali sulla traduzione (con il titolo l’AutoreInvisibile) per il Salone Internazionale del Libro di Torino, dal 2003 le Giornate della Traduzione letteraria insieme a Stefano Arduini (2002-2016 presso l’Università di Urbino, 2017-20 presso la Link Campus University di Roma, oggi presso la FUSP di Rimini), e dal 2013 Traduttori in Movimento presso il Castello di Fosdinovo.
Ha vinto il premio della traduzione letteraria dell'Istituto Cervantes in Italia nel 2000, il Premio Nazionale per la Traduzione nel 2013, il premio "Vittorio Bodini" nel 2018, assieme al poeta Milo De Angelis, il premio "Quercia del Myr" nel 2020 e il Premio “La Lettura - Corriere della Sera” nel 2021.

## Approccio alla traduzione
Carmignani, insieme a Franca Cavagnoli, Susanna Basso, Anna Nadotti, Norman Gobetti e Yasmina Mélaouah fa parte di quei traduttori che, negli anni 2000 e 2010, hanno gradualmente diffuso e fatto accettare agli editori un approccio straniante, secondo la dicotomia tra addomesticante e straniante teorizzata da Lawrence Venuti.
Carmignani afferma che la traduzione si divide in un lavoro «di ascolto, di interpretazione, di ricerca» e in uno, successivo, di scrittura, in cui «si cerca di non perdere nulla e di non aggiungere nulla, sapendo che non è possibile». Ritiene che nel primo siano utili anche i viaggi nei luoghi dello scrittore.
Nel libro Gli autori invisibili ha descritto il traduttore come un coautore in parte complice e in parte rivale dell'autore, spesso sottovalutato dal mercato editoriale, che non dà importanza al suo ruolo fondamentale per la qualità dell'opera tradotta. Ha lamentato anche le disuguaglianze presenti nelle risorse disponibili agli individui per l'apprendimento della professione di traduttore in Italia.

### La traduzione di Bolaño
Ilide Carmignani scoprì l'opera di Bolaño al Salón del Libro Iberoamericano di Gijón a fine anni '90 e lo incontrò personalmente al Salone internazionale del libro di Torino nel 2002 – prima di iniziare a tradurlo, dopo la sua morte, con il romanzo postumo 2666, pubblicato da Adelphi fra il 2007 e il 2008. Da allora ha tradotto di questo autore dodici fra romanzi e racconti, tre libri di poesia e uno di interviste. Tra i problemi affrontati nella traduzione parla di improvvise rotture, espressioni imprevedibili che appartengono al linguaggio poetico più che a quello della prosa, dell'artificio della ripetizione e di un ritmo in cui la punteggiatura non segue la logica, una musicalità che si ritrova sia nella prosa che nella poesia dell'autore. Altro problema era l'uso di diversi registri linguistici e delle diverse varietà diatopiche dello spagnolo, che ha cercato di rendere con prestiti linguistici che aiutano a collocare il personaggio, o con un italiano basso nel caso il dialetto sia indice di scarsa cultura del personaggio. Le varianti dello spagnolo, afferma, consentono sinonimi anche nel registro colloquiale, evitando le ripetizioni, mentre in italiano si rischia di usare espressioni dialettali. Carmignani si è rivolta anche a Juan Villoro, scrittore amico di Bolaño, per capire espressioni del gergo studentesco degli anni '70. Le differenze di registro linguistico l'hanno costretta a chiedere anche l'aiuto di un medico legale per la traduzione delle relazioni medico-legali dei femminicidi in 2666. Ha dichiarato di tendere a non spiegare e non usare equivalenze funzionali, ma di inserire prestiti linguistici e non mettere note, facendo sì che il lettore debba interpretare e cercare quello che non sa.

## Traduzioni
- Mercedes Abad: Leggeri libertinaggi sabbatici, Guanda 1991;
- María Teresa Andruetto: 
  - La bambina, il cuore e la casa, Mondadori Ragazzi 2013;
  - Il paese di Juan, Mondadori Ragazzi 2015;
  - Stefano, Mondadori Ragazzi 2015;
- Roberto Bolaño: 
  - 2666, Adelphi (La parte dei critici, La parte di Amalfitano, La parte di Fate) 2007;
  - 2666, Adelphi (La parte dei crimini, La parte di Arcimboldi) 2008;
  - Amuleto, Adelphi 2010;
  - Il Terzo Reich, Adelphi 2011;
  - Ultima conversazione con Roberto Bolaño, minimum fax 2012;
  - I dispiaceri del vero poliziotto, Adelphi 2012;
  - Un romanzetto lumpen, Adelphi 2013;
  - I detective selvaggi, Adelphi 2014;
  - Puttane assassine, Adelphi 2015;
  - Notturno cileno, Adelphi 2016;
  - Il gaucho insopportabile, Adelphi 2017;
  - Tre, SUR 2017;
  - Lo spirito della fantascienza, Adelphi 2018;
  - I cani romantici, SUR 2018;
  - La pista di ghiaccio, Adelphi 2019
  - Sepolcri di cowboy, Adelphi 2020
  - L'Università Sconosciuta, SUR 2020
- Jorge Luis Borges: 
  - L'altro, lo stesso, Adelphi, 2002;
  - Il libro di sabbia, Adelphi 2004;
  - Il libro degli esseri immaginari, Adelphi, 2006
- Luis Cernuda: 
  - Ocnos, Marietti 1990;
  - Variazioni su tema messicano, Passigli 2002;
  - Poesie per un corpo, Passigli 2003;
  - Il vento sulla collina, Passigli 2010 (con gli allievi SETL - Scuola Europea di Traduzione Letteraria)
- Julio Cortázar: 
  - Animalia, SUR 2025;
  - Il libro di Manuel, SUR 2024;
  - Tango del ritorno, Gallucci 2020;
  - Disincontri, SUR 2019;
  - Un certo Lucas, SUR 2014;
  - L’inseguitore, SUR 2016;
- Menena Cottin: 
  - Io, Gallucci 2011;
  - Il tempo, Gallucci 2011;
  - Emozioni, Gallucci 2013;
- Mario Delgado Aparain:  La ballata di Johnny Sosa, Anabasi 1994 (Guanda 2009);
- Rodolfo Fogwill: Scene da una battaglia sotterranea, minimum fax 2011;
- Carlos Fuentes:
  - Gli anni con Laura Díaz, Saggiatore 2001;
  - L'istinto di Inez, Saggiatore 2004;
- Federico García Lorca: La gallina, Henry Beyle 2015;
- Gabriel García Márquez: 
  - La incredibile e triste storia della candida Eréndira e della sua nonna snaturata, Meridiani e Oscar Mondadori 2004;
  - Cent'anni di solitudine, Mondadori 2017;
- Almudena Grandes: 
  - Le età di Lulú, Guanda 1990;
  - Ti chiamerò Venerdì, Guanda 1991;
  - Malena, un nome da tango, Guanda 1995;
  - Modelli di donna, Guanda 1997;
  - Atlante di geografia umana, Guanda 2001;
  - Gli anni difficili, Guanda 2003;
- Norah Lange: Figure nel salotto, Adelphi 2020;
- Miguel Littín: Il viaggiatore delle quattro stagioni, Guanda 1998;
- Javier Marías: Vieni a prendermi, Gallucci 2016;
- José Manuel Mateo, Javier Martínez Pedro: Migranti, Gallucci 2013;
- Eduardo Mendicutti: 
  - Sette contro la Georgia, Guanda 1990;
  - Una brutta serata può capitare a chiunque, Guanda 1992;
- Mayra Montero: Come un tuo messaggero, Guanda 2001;
- Augusto Monterroso: Come mi sono sbarazzato di cinquecento libri, Henry Beyle 2015;
- Pablo Neruda: 
  - Viaggio lungo le coste del mondo, Passigli 2005;
  - Bestiario, Guanda 2020;
- Juan Carlos Onetti:
  - Il cantiere, SUR 2013;
  - Il pozzo, SUR 2015;
- Octavio Paz: In India, Guanda 2001;
- Arturo Pérez Reverte: 
  - La tavola fiamminga, Bompiani 1993;
  - Il club Dumas, Marco Tropea 1997;
  - La pelle del tamburo, Marco Tropea 1998;
  - Territorio comanche, Marco Tropea 1999;
  - Il piccolo oplita, Gallucci 2013;
- Antonio Sarabia: 
  - I convitati del vulcano, Guanda 1997;
  - L'angelo custode, Guanda 2003;
- Luis Sepúlveda: 
  - Il vecchio che leggeva romanzi d'amore, Guanda 1993;
  - Il mondo alla fine del mondo, Guanda 1994;
  - Patagonia Express, Feltrinelli 1995;
  - Un nome da torero, Guanda 1995;
  - La frontiera scomparsa, Guanda 1996;
  - Storia di una gabbianella e del gatto che le insegnò a volare, Salani 1996;
  - Incontro d'amore in un paese in guerra, Guanda 1997;
  - Hot line, "Corriere della Sera" (romanzo a puntate) 1998;
  - Diario di un killer sentimentale, Guanda 1998;
  - Terra del Fuoco (sceneggiatura con Miguel Littín) 1999;
  - Jacaré, Guanda 1999;
  - Nowhere (sceneggiatura) 2000;
  - Le cose dell'amore, Guanda 2000;
  - Le rose di Atacama, Guanda 2001;
  - Poesie senza patria, Guanda 2003;
  - Il generale e il giudice, Guanda 2003;
  - Una sporca storia, Guanda 2004;
  - (con Mario Delgado Aparaín) I peggiori racconti dei fratelli Grim (parte di L. Sepúlveda), Guanda 2005;
  - Il potere dei sogni, Guanda 2006;
  - Cronache dal Cono Sud, Guanda 2007;
  - La lampada di Aladino, Guanda 2008;
  - L’ombra di quel che eravamo, Guanda 2009;
  - Foto di gruppo con assenza, Guanda 2010;
  - Ultime notizie dal Sud, Guanda 2011;
  - Storia di un gatto e del topo che diventò suo amico, Guanda 2013;
  - Tutti i racconti, Guanda 2013;
  - Storia di una lumaca che scoprì l’importanza di essere lenta, Guanda 2013;
  - L’avventurosa storia dell’uzbeko muto, Guanda 2015;
  - Storia di un cane che insegnò a un bambino la fedeltà, Guanda 2015;
  - La fine della storia, Guanda 2016;
  - Storie ribelli, Guanda 2017;
  - Storia di una balena bianca raccontata da lei stessa, Guanda 2018;
- Rodolfo Walsh: Tre portoghesi sotto un ombrello, Gallucci 2017.

Ha inoltre tradotto prose e versi di José Manuel Fajardo, Pedro Lemebel, María Elena Llana Castro, Rosa Montero, Antonio Sarabia, Paco Ignacio Taibo II e altri.

## Opere
- Saltare nelle pozzanghere, con Elena Battista, Rizzoli 2024.
- Storia di Luis Sepúlveda e del suo gatto Zorba, Salani 2021.
- Gli autori invisibili. Incontri sulla traduzione letteraria, Besa 2008, interviste, con prefazione di Ernesto Ferrero, ISBN 978-88-497-0545-4.
- Pietro Monti e la letteratura spagnola, Pisa, ETS 1986.

### Curatele
- L’arte di esitare. Dodici discorsi sulla traduzione, con S. Arduini, Marcos y Marcos 2019.
- Le Giornate della traduzione letteraria, con S. Arduini, Marcos y Marcos 2013.
- Giornate della traduzione letteraria 2010-2011, con S. Arduini, Voland 2012. ISBN 978-88-6243-131-6.
- Le giornate della traduzione letteraria. Nuovi contributi, con S. Arduini, “Libri e riviste d’Italia”, n.59, Ministero per i Beni e le Attività Culturali, Iacobelli 2010.
- Luis Cernuda, Il vento sulla collina, Passigli 2010.
- Le giornate della traduzione letteraria, con S. Arduini, “Libri e riviste d’Italia”, n.59, Ministero per i Beni e le Attività Culturali, Iacobelli 2008.
- Sulle spalle di un gigante: conversazione con Renata Colorni, in Aut Aut 334, il Saggiatore 2007.
- Pablo Neruda, Viaggio lungo le coste del mondo, Passigli 2005.
- Luis Cernuda, Poesie per un corpo, "In forma di parole", IV, 2002 (poi ristampato come volume da Passigli).
- Luis Cernuda, Variazioni su tema messicano, Passigli 2002.
- Luis Cernuda, Ocnos, Marietti 1990.